# Nicolae Timofti

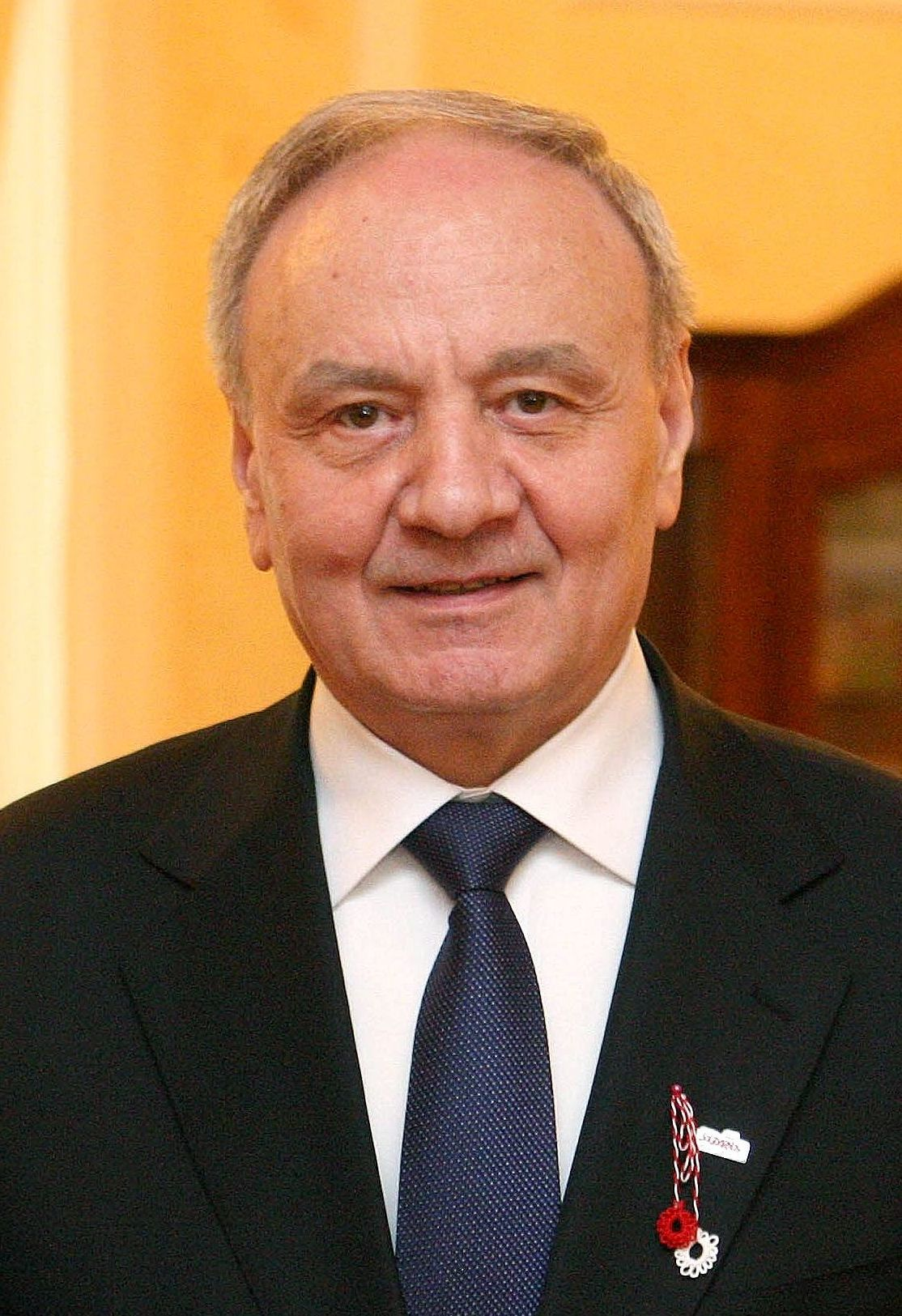
Nicolae Timofti (2013)

Nicolae Timofti (* 22. Dezember 1948 in Ciutulești) ist ein moldauischer Jurist und Politiker. Timofti wurde am 16. März 2012 zum Präsidenten der Republik Moldau gewählt. Er hatte dieses Amt vom 23. März 2012 bis zum 23. Dezember 2016 inne.

## Leben
Nicolae Timofti, Sohn einer Familie von Sibirien-Deportierten, studierte bis 1972 Rechtswissenschaften an der Universität Chișinău und arbeitete danach als Berater im Justizministerium. Er war ab 1976 als Bezirksrichter in Chișinău und ab 1980 als Richter des Obersten Rates tätig.
Nach der Unabhängigkeitserklärung Moldaus im Jahr 1990 wurde Timofti Vizevorsitzender am Obersten Gerichtshof und war als Chef des Kollegiums für strafrechtliche Delikte tätig. In den Jahren 1996 bis 2001 wirkte er als Vorsitzender der Berufungskammer von Chișinău, wurde aber kurz nach der Machtübernahme der Kommunistischen Partei (PCRM) ohne Angabe von Gründen entlassen. 1996 wurde Timofti außerdem Vorsitzender der moldauischen Richtervereinigung.
Am 16. März 2012 gewann Timofti die Wahl zum Präsidenten der Republik Moldau. Er war das erste parteilose Staatsoberhaupt seines Landes. Timofti gilt als pro-europäisch eingestellt. Sein Erfolg wird als möglicher Wendepunkt hin zu einer westlichen Orientierung der früheren Sowjetrepublik gewertet. Zuvor war zweieinhalb Jahre lang die Wahl eines Kandidaten am Veto der kommunistischen Opposition gescheitert. Timofti erhielt mit 62 Stimmen eine Stimme mehr als die verfassungsrechtlich vorgesehene Drei-Fünftel-Mehrheit im Parlament.
Timofti ist verheiratet und Vater dreier Söhne.